# حاجی‌جفان
حاجی جفان، روستایی است از توابع بخش کوهسار و در شهرستان سلماس استان آذربایجان غربی ایران.

## جمعیت
این روستا در دهستان شنتال قرار داشته و بر اساس سرشماری سال ۱۳۸۵ جمعیت آن ۴۵۸نفر (۸۷ خانوار) 
بوده‌است.